# 西海州站
西海州站（韓語：서해주역）是位于朝鮮民主主義人民共和國黃海南道海州市的一個鐵路車站。屬於甕津線。

## 邻近车站
甕津線
王神站 - 西海州站 - 文井站